# COVID-19-Pandemie in St. Vincent und den Grenadinen
Die COVID-19-Pandemie in St. Vincent und den Grenadinen tritt als regionales Teilgeschehen des weltweiten Ausbruchs der Atemwegserkrankung COVID-19 auf und beruht auf Infektionen mit dem Ende 2019 neu aufgetretenen Virus SARS-CoV-2 aus der Familie der Coronaviren. Die COVID-19-Pandemie breitet sich seit Dezember 2019 von China ausgehend aus. Ab dem 11. März 2020 stufte die Weltgesundheitsorganisation (WHO) das Ausbruchsgeschehen des neuartigen Coronavirus als Pandemie ein.

## Verlauf und Maßnahmen
Am 11. März 2020 wurde der erste COVID-19-Fall in St. Vincent und den Grenadinen bestätigt. Ein infizierter Flugpassagier war vom Vereinigten Königreich über Barbados nach St. Vincent gereist. In den WHO-Situationsberichten tauchte dieser Fall erstmals am 13. März 2020 auf.
Am 27. März 2020 wurde vom Gesundheitsminister Luke Browne bekannt gegeben, dass ein Wiederholungstest für den ersten Patienten, der ursprünglich positiv getestet wurde, nun negativ sei. Damit gab es die erste geheilte Person im Land. Am 1. April 2020 verzeichnete St. Vincent und die Grenadinen ihren zweiten bestätigten Fall von COVID-19. Am 2. April 2020 gab das Gesundheitsministerium bekannt, dass ein dritter Fall verzeichnet wurde.
Premierminister Ralph Gonsalves kündigte Anfang April 2020 an, dass das jährliche Vincy Mas Festival für 2020 abgesagt werde, um die Bevölkerung vor der Ausbreitung des Virus zu schützen. Am 3. April 2020 gab das Gesundheitsministerium bekannt, dass vier weitere Fälle verzeichnet wurden, wodurch sich die Gesamtzahl der Fälle auf sieben erhöhte.
Bis zum 22. April 2020 wurden von der WHO 12 COVID-19-Fälle in St. Vincent und den Grenadinen bestätigt.

## Statistik
Die Fallzahlen entwickelten sich während der COVID-19-Pandemie in St. Vincent und den Grenadinen wie folgt:

### Infektionen

Bestätigte Infizierte in St. Vincent und den Grenadinen nach Daten der WHO. Oben kumuliert, unten Tageswerte

### Todesfälle

Bestätigte Todesfälle in St. Vincent und den Grenadinen nach Daten der WHO. Oben kumuliert, unten Tageswerte